# 李范一

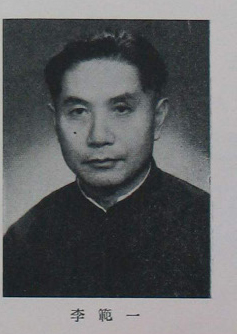
李范一近照

李范一（1891年—1976年4月30日），湖北应城人，中国近代政治人物，中国无线电通讯事业的创始人之一。
李范一13岁时考中秀才，后前往武昌两湖书院就读。1911年曾参加武昌起义。中华民国成立后前往美国留学，在哥伦比亚大学学习无线电专业，1917年毕业。此后曾在美国一无线电器制造厂担任技师。1924年回国后，历任黄埔军校教官、国民革命军总司令部交通处处长。1927年国民革命军北伐进入上海后，李范一作为接管委员接管南洋大学，期间聘请陈石英等五位教授为校务委员，同年6月离校。1929年出任安徽省建设厅长。次年调任国民政府交通部电政司司长，在任期间建立了中国第一座国际无线电台。1931年出任陕西省政府教育厅厅长。1933年调湖北省政府建设厅厅长。中国抗日战争期间，他与董必武、石瑛于1937年一同在汤池创办湖北省农村合作人员训练班。1938年出任第五战区鄂豫边区抗敌工作委员会副主任兼政治指导部主任，次年5月政治指导部被撤销。此后他因协助中国共产党而一直为特务所监视。
1949年中国人民解放军占领武汉并成立中国人民解放军武汉市军事管制委员会后，李范一出任高级参议兼武昌第一纱厂总经理；同年9月应邀参加中国人民政治协商会议第一届全体会议。中华人民共和国成立后，任燃料工业部副部长。1955年调任石油工业部副部长。此外他还是第一至四届全国人大代表。1976年在北京逝世。